# Lars Ahlfors

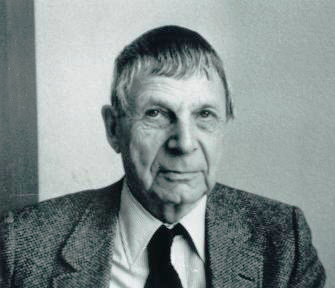
Lars Ahlfors

Lars Valeriaan Ahlfors (Helsinki, 18 april 1907 — 11 oktober 1996) was een Fins wiskundige, die bekendheid verwierf dankzij zijn werk op het gebied van riemann-oppervlakken en zijn boek over de complexe functietheorie.
Zijn familie waren Zweedstalige Finnen en zijn vader was professor in de techniek.
Hij studeerde vanaf 1924 aan de Universiteit van Helsinki, waar hij onder andere les kreeg van Ernst Lindelöf en Rolf Nevanlinna, en behaalde zijn diploma in 1928. Hij hielp Nevanlinna in 1929 bij het schatten van het aantal asymptotische waarden van een gehele functie en voltooide zijn proefschrift in 1930.
Hij ging in 1935 naar de Harvard-universiteit en werd in 1936 een van de eerste twee ontvangers van de Fieldsmedaille.
Hij keerde in 1938 naar Finland terug om een functie aan de Universiteit van Helsinki te bekleden, ondanks dat er een oorlog dreigde. Het werd oorlog tegen Rusland, maar Ahlfors was ongeschikt voor het leger. Hij kreeg een baan bij het Federale Polytechnische Instituut in Zürich aangeboden, in 1944, en slaagde er in maart 1945 in om daarheen te verhuizen. Hij genoot niet van zijn tijd in Zwitserland en keerde naar Harvard terug waar hij tot hij in 1977 met pensioen ging bleef.
Zijn boek Complexe Analyse uit 1953 is nog steeds het standaardwerk over dit onderwerp. Ahlfors schreef 17 boeken, waaronder Riemann-oppervlakken, 1960, en Conforme invarianten, 1973. Gedurende zijn carrière leverde hij belangrijke resultaten op het gebied van meromorfe krommen, de theorie van de waardedistributie, riemann-oppervlakken, hoekgetrouwe meetkunde en andere gebieden.